# マイケル・ヒレガス

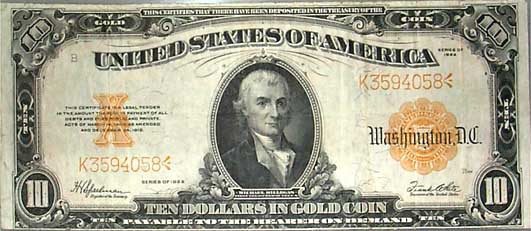
ヒレガスの肖像が描かれた10ドル金貨証券

マイケル・ヒレガス（英語: Michael Hillegas, 1729年4月22日 - 1804年9月29日）は、アメリカ合衆国の政治家。

## 生涯
1728年、鉄や砂糖を取り扱う裕福な商人の息子としてペンシルベニア植民地フィラデルフィアで生まれた。生家は地方の政治に参加するために十分な資産を有していた。ヒレガスは1765年から1775年までペンシルベニア地方議会の議員を務めた。
1774年、ヒレガスはベンジャミン・フランクリン率いる安全委員会の財務官に就任した。そして1775年、ヒレガスは大陸会議によって、ジョージ・クライマーとともに初代アメリカ合衆国財務官に選任された。1777年からは単独で財務官を務め、アメリカ独立戦争が終結するまでその任を務めた。また大陸軍の補給部隊で任務に当たることもしばしばあった。
1789年、アメリカ合衆国財務省が設立されると、ヒレガスは財務官の職をサミュエル・メレディスへと引き継いだ。ヒレガスはその後、アメリカ哲学協会の草創期のメンバーとして設立に携わった。
1804年、ヒレガスはフィラデルフィアで死去した。遺体はフィラデルフィア市内のキリスト教会墓地に埋葬された。
19世紀後半、ヒレガスの子孫の働きかけにより、合衆国の10ドル金貨証券にはヒレガスの肖像が印刷された。ヒレガスの肖像が印刷された10ドル金貨証券は、1907年から1922年まで使用された。